# 100 Pułk Pograniczny NKWD

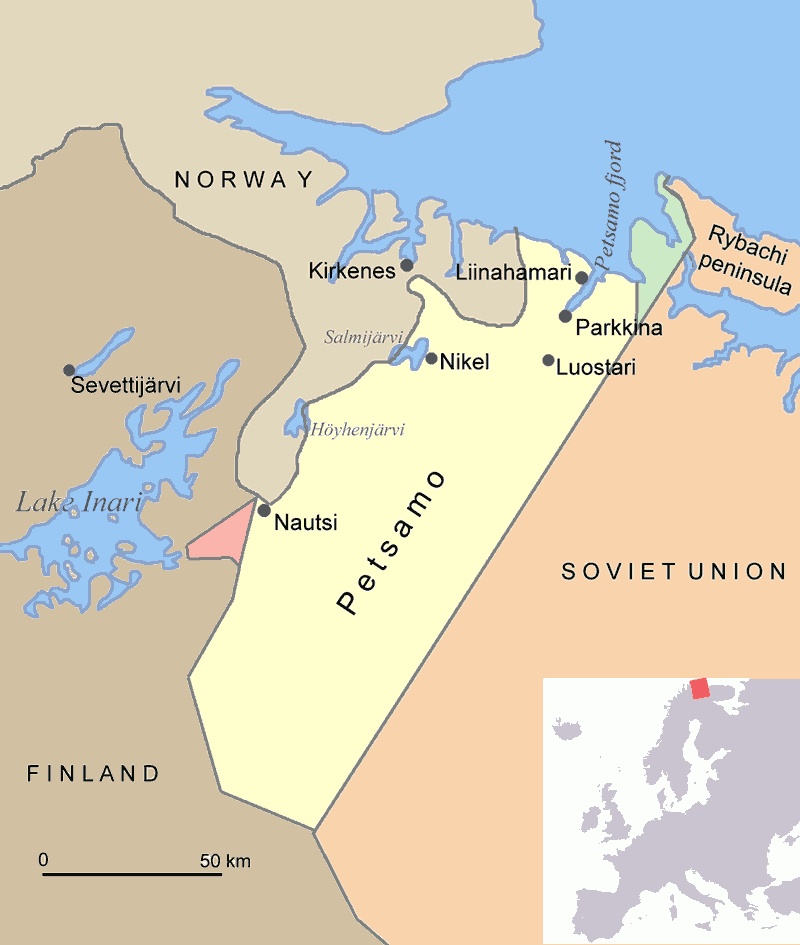
Półwysep Rybacki (w prawym górnym rogu)

100 Pułk Pograniczny NKWD – jeden z pułków pogranicznych w składzie wojsk NKWD. Operował na terytorium przy granicy Związku Radzieckiego z Finlandią, przesuniętą na skutek wojny zimowej 1939–1940.
W 1941 liczył 617 ludzi i znajdował się w strukturze organizacyjnej 14 Armii ZSRR (oprócz niego były tam również pułki 82 i 101 wojsk pogranicznych NKWD):
135 Pułk Strzelców wzmocniony artylerią 104 Pułku Artylerii Ciężkiej (bez dywizjonu), 2 baterie 149 dywizjonu dział przeciwpancernych oraz 100 Pułk wojsk pogranicznych NKWD tworzyły bowiem załogę 23 Rejonu Umocnionego, z zadaniem obrony przeciwdesantowej północnych i zachodnich wybrzeży Półwyspu Rybackiego przed niemiecką Armią „Norwegen”.